# Françoise Mallet-Joris
Françoise Mallet-Joris (Amberes, 6 de julio de 1930-Bry-sur-Marne, 13 de agosto de 2016), de nacimiento Françoise Lilar, fue una escritora belga en lengua francesa.
Su madre fue Suzanne Lilar, también escritora.
Al haberse casado con un francés poseía la doble nacionalidad. Se casó primero con Alain Joxe y luego con Jacques Delfau.
Fue miembro del Comité del Premio Femina de 1969 a 1971, habiéndolo recibido ella misma en 1958. También compuso canciones.

## Libros en español
- 1959,  El celeste imperio, Buenos Aires, Sudamericana.
- 1963, Los personajes, Bogotá, Edicol.
- 1970, La casa de papel, Buenos Aires, Juan Goyanarte editor.
- 1992, Divina, Madrid, Alfaguara.
- 1998, La casa del perro loco, Barcelona, Seix Barral.